# Ajuntament (Moià)
L'Ajuntament és una casa consistorial eclèctica de Moià protegida com a Bé Cultural d'Interès Local.

## Descripció
Gran casal de planta quadrada amb façana principal a ponent. Coberta a quatre vents. L'edifici està estructurat en tres nivells, mantenint simetria respecte a l'eix marcat per la porta d'accés. Destaca la planta noble que presenta tres balcons amb balustrades emmarcats amb brancals i llindes de pedra amb motius geomètrics. El parament és de pedra, posteriorment emblanquinat. Al frontó triangular del balcó de la planta noble podem veure un escut nobiliari de la família Rocafort. A la clau de l'arc d'accés, anagrama amb les sigles de la mateixa família.
Actualment, l'edifici és seu de les consistorials.

## Història
Edifici de finals del segle xix, aixecat pel patrici D. Ramon de Rocafort. Ofert a la vila per l'hereu del sr. Torrents, D. Ignasi, comte de Jofré, l'any 1944.